# Panna (potok)
Panna (też: Sołotwina, lokalnie: Sołotwyna) – duży, zasobny w wodę potok w Beskidzie Niskim, lewobrzeżny dopływ Jasiołki. Długość ok. 14 km.
Źródła na wysokości ok. 540 m n.p.m. pod głównym grzbietem wododziałowym Karpat, pomiędzy szczytami Kiczera (Klepke, 670 m n.p.m., na wschodzie) i Jałowa Kiczera (na zachodzie). Spływa początkowo w kierunku północno-zachodnim przez Zyndranową, poniżej której przyjmuje swój pierwszy duży dopływ (lewobrzeżny) – potok Ostresz spod Przełęczy Dukielskiej. W Tylawie, w której przyjmuje największy dopływ (również lewobrzeżny), potok Mszankę, skręca ku północy. Uchodzi do Jasiołki na wys. ok. 365 m n.p.m., mniej więcej w połowie drogi między Tylawą i Trzcianą.
Górny bieg potoku na niektórych dawniejszych mapach turystycznych nosił bałamutną nazwę Nisko, będącą zniekształceniem używanej przez miejscowych Łemków nazwy Mistky, czyli "Mostki".